# World 10K Bangalore
World 10K Bangalore (offizielle Bezeichnung Sunfeast World 10K Bangalore nach der Keksmarke Sunfeast des Sponsors ITC Limited) ist ein Volks- und Straßenlauf über 10 km, der seit 2008 in der indischen Stadt Bangalore stattfindet. Die Veranstaltung wird von der Firma Procam International organisiert, die auch den Mumbai-Marathon und den Delhi-Halbmarathon ins Leben gerufen hat. Mit einem Preisgeld von insgesamt 155.000 US-Dollar, von denen die Sieger jeweils 21.000 US-Dollar erhalten, gehört das Rennen zu den höchstdotierten über diese Distanz weltweit. Zum Programm gehören auch ein Majja Run ohne Zeitmessung über 5,7 km sowie ein Seniorenlauf und ein Rollstuhlrennen über 4 km.
2009 nahmen 23.000 Läufer an der Veranstaltung teil, von denen allerdings nur ein kleiner Teil seine Zeit mit einem Transponder registrieren ließ.

## Statistik

### Streckenrekorde
- Männer: 27:38 min, Nicholas Kimeli (KEN), 2022
- Frauen: 30:35 min, Irene Cheptai (KEN), 2022

### Siegerliste
| Datum         | Männer                        | Nation    | Zeit  | Frauen                                     | Nation       | Zeit  |
| ------------- | ----------------------------- | --------- | ----- | ------------------------------------------ | ------------ | ----- |
| 28. Apr. 2024 | Peter Mwaniki                 | Kenia     | 28:14 | Lilian Kasait                              | Kenia        | 30:56 |
| 21. Mai 2023  | Sabastian Sawe                | Kenia     | 27:58 | Tsehay Gemechu                             | Äthiopien    | 31:38 |
| 15. Mai 2022  | Nicholas Kimeli               | Kenia     | 27:38 | Irene Cheptai                              | Kenia        | 30:35 |
| 19. Mai 2019  | Andamlak Belihu               | Äthiopien | 27:56 | Agnes Jebet Tirop -2-                      | Kenia        | 33:55 |
| 27. Mai 2018  | Geoffrey Kipsang Kamworor -3- | Kenia     | 28:18 | Agnes Jebet Tirop                          | Kenia        | 31:19 |
| 21. Mai 2017  | Alex Oloitiptip Korio -2-     | Kenia     | 28:12 | Irene Cheptai                              | Kenia        | 31:51 |
| 15. Mai 2016  | Mosinet Geremew -2-           | Äthiopien | 28:36 | Peres Jepchirchir                          | Kenia        | 32:15 |
| 17. Mai 2015  | Mosinet Geremew               | Äthiopien | 28:16 | Mamitu Daska                               | Äthiopien    | 31:57 |
| 18. Mai 2014  | Geoffrey Kipsang Kamworor -2- | Kenia     | 27:44 | Lucy Wangui Kabuu                          | Kenia        | 31:46 |
| 19. Mai 2013  | Alex Oloitiptip Korio         | Kenia     | 28:07 | Gladys Cherono                             | Kenia        | 32:03 |
| 27. Mai 2012  | Geoffrey Kipsang Kamworor     | Kenia     | 28:00 | Helah Kiprop                               | Kenia        | 32:22 |
| 5. Juni 2011  | Philemon Kimeli Limo          | Kenia     | 28:01 | Dire Tune                                  | Äthiopien    | 33:19 |
| 23. Mai 2010  | Titus Kipjumba Mbishei        | Kenia     | 27:54 | Wude Ayalew                                | Äthiopien    | 31:58 |
| 31. Mai 2009  | Deriba Merga                  | Äthiopien | 28:13 | Aselefech Mergia                           | Äthiopien    | 32:08 |
| 18. Mai 2008  | Zersenay Tadese               | Eritrea   | 27:51 | Elvan Abeylegesse & Grace Kwamboka Momanyi | Türkei Kenia | 32:02 |